# Điện mặt trời TTC An Hòa
Điện mặt trời TTC An Hòa là cụm nhà máy điện mặt trời xây dựng tại tổ dân phố An Hội, phường An Hòa thị xã Trảng Bàng tỉnh Tây Ninh, Việt Nam .
Điện mặt trời TTC An Hòa 1 & 2 có tổng công suất lắp máy 118,8 MWp, khởi công tháng 5/2018, hoàn thành tháng 6/2019. Dự án có tổng diện tích thu năng 120 ha, sản lượng điện hàng năm khoảng 184 triệu kWh .
Nhà máy cách phường Trảng Bàng 11°01′48″B 106°21′26″Đ / 11,029973°B 106,357178°Đ cỡ 5 km hướng tây, trong Khu công nghiệp Thành Thành Công. Chủ đầu tư là Tập đoàn Thành Thành Công (TTC) và Tập đoàn năng lượng Gulf (Thái Lan).